# They Liked You Better When You Were Dead
They Liked You Better When You Were Dead és l'EP debut del grup de rock britànic, Fightstar.
Aquest, va estar força influenciat per l'autor Chuck Palahniuk, on després el grup va anomenar una cançó amb el nom "Palahniuk's Laughter" i incloent un dibuix d'Edward Norton, personatge que apareix a l'adaptació de la pel·lícula "Palahniuk book Fight Club". Més tard, va ser lliurat el 12 d'abril del 2006 a Amèrica del Nord a través de Deep Elm Records.

## Llista de cançons
1. "Palahniuk's Laughter" - 4:10
2. "Speak Up" - 3:27
3. "Mono" - 6:22
4. "Lost Like Tears In Rain" - 4:07
5. "Amethyst" - 4:20
6. "Hazy Eyes [Pista amagada]" - 3:10

Totes les pistes escrites per: Fightstar

## "UK 7 Vinil"
Un 7" Vinyl de dos pistes va sortir amb un límit de 1000 còpies. Això va ser però, suficient per arribar al #12 a la Llista britànica d'Indie (UK Indie Album Chart)
1. "Palahniuk's Laughter" - 4:10
2. "Mono" - 6:22

## Versió Americana
Aquest àlbum ha sortit també als Estats Units i al Japó, però són una mica diferents del descrit amunt. La versió americana es va fer a través de Deep Elm Records no com la versió anglesa i japonesa, que es va fer a través de Charlie Simpson amb Sandwich Leg Records. Les dues versions (d'E.U.A. i Japó) tenen diferents llistes de pistes, i són les següents:
1. "Paint Your Target" - 3:18
2. "Palahniuk's Laughter" - 4:10
3. "Amethyst" - 4:20
4. "Lost Like Tears In Rain" - 4:07
5. "Speak Up" - 3:27
6. "Until Then" 4:40
7. "Cross Out The Stars" - 5:02
8. "Hazy Eyes" - 3:10
9. "Mono" - 6:22

## Llista de pistes Japonesa
1. "Paint Your Target" - 3:18
2. "Palahniuk's Laughter" - 4:10
3. "Speak Up" - 3:27
4. "Mono" - 6:22
5. "Lost Like Tears In Rain" - 4:07
6. "Amethyst" - 4:20

## Personal
- Charlie Simpson - Veu / Guitarra
- Alex Westaway — Guitarra / Veu
- Dan Haigh — Baix
- Omar Abidi — Bateria / Percussió